# Darko Planinić
Darko Planinić (Mostar, 22. studenoga 1990.), hrvatski profesionalni košarkaš. S hrvatskom reprezentacijom (do 18) bio je brončani na Europskom prvenstvu 2008. godine u Grčkoj (Amaliada, Pyrgos).